# Casa Brunet
La casa Brunet es un edificio de Tortosa (Tarragona) incluido en el Inventario del Patrimonio Arquitectónico de Cataluña.

## Descripción

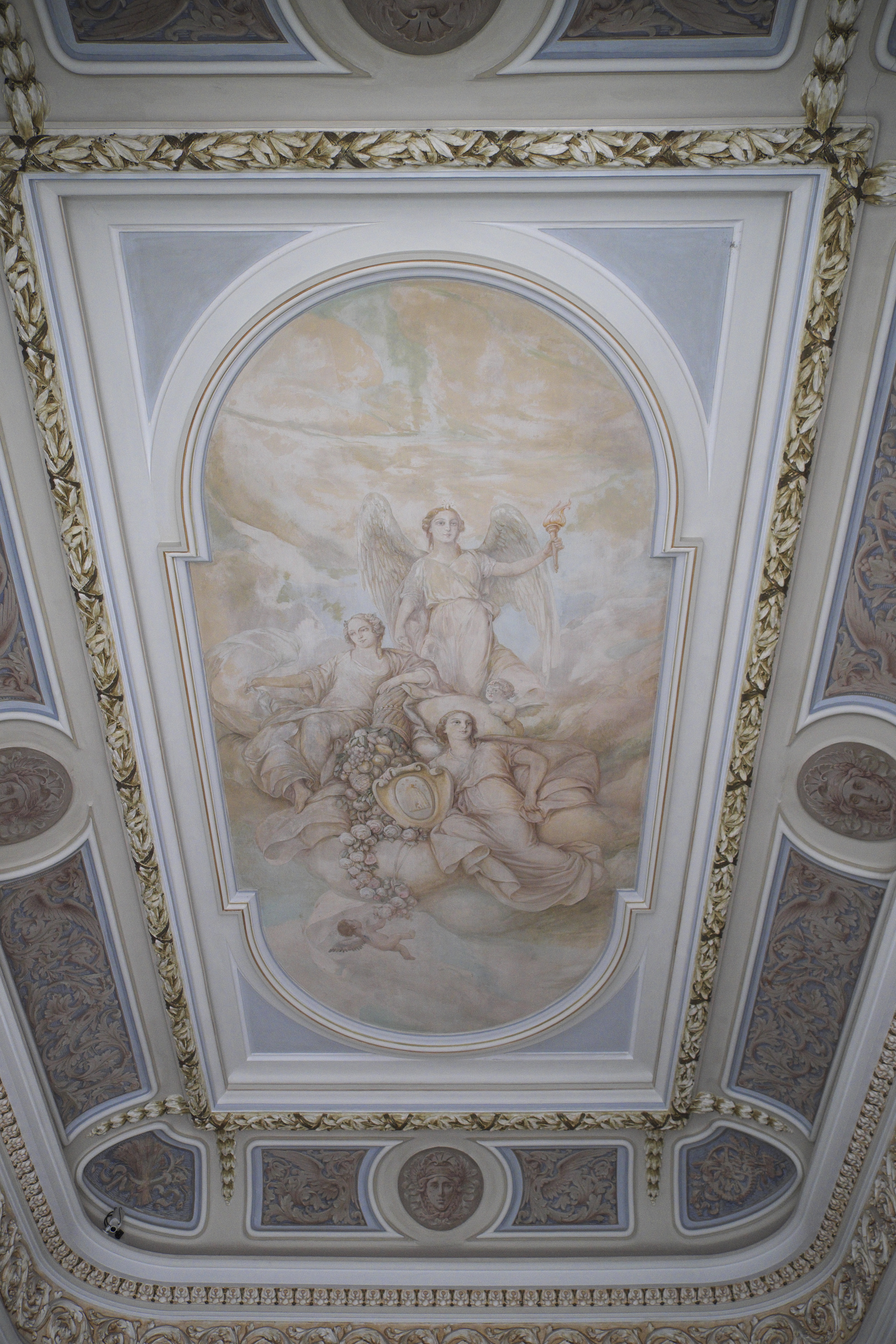
Decoración interior de uno de los techos

Es un edificio cantoner de planta baja y una altura. Presenta dos fachadas unidas por un chaflán, donde da acceso una puerta de grandes dimensiones, con una tribuna encima, remate por un tipo de espadaña con tres arcos que destaca por encima del conjunto. La composición, según esos centrales de simetría, se desarrolla en ambas fachadas centradas por el chaflán. Los vacíos se colocan sobre cinco ejes verticales, con arcos rebajados a la planta baja, mientras que al primer piso presentan frontones circulares y balcones con barandillas de hierro artístico. La azotea tiene barandilla y acabados ornamentales, sobre friso y cornisa. destaca la profusa decoración de carácter rococó, ornamentación variada que cubre todos los menajes. En el interior hay que resaltar la escala de acceso y el vestíbulo iluminado cenitalmente.

## Historia
El edificio se encuentra íntegramente conservado y fue sede de la Academia Cots y del Banco Comercial de Barcelona durante algunos años. Actualmente aloja la Cámara de Comercio, Industria y Navegación de Tortosa.